# A Alcoi
A Alcoi és un disc del cantant valencià Ovidi Montllor, publicat el 1974. Com indica el títol, l'àlbum és un homenatge al seu Alcoi natal i als seus habitants, com es desprén en la cançó més reconeguda, Homenatge a Teresa. Va ser el primer àlbum que hi va enregistrar amb la discogràfica Edigsa, després d'haver treballat en els seus inicis amb Discophon. El disc hi conté onze cançons, entre les quals hi destaquen Els amants (adaptació del poema de Vicent Andrés Estellés) o Va com va, a banda de la ja esmentada Homenatge a Teresa.
No és Estellés l'únic poeta que hi apareix. En Corrandes d'exili recita Pere Quart, i recupera a Salvador Espriu en Assaig de càntic en el temple. A més a més, hi destaca la col·laboració del guitarrista Toti Soler en peces com Les meves vacances, una cançó que precisament, definirà l'eufemisme amb el qual Montllor tracta la mort: "Demana que, quan es mori, el portin a Alcoi i que, les cendres, les aboquin al barranc del Cinc. I que no es morirà, sols farà vacances".
La coberta, dissenyada per Toni Miró, també hi és un reflex de la ciutat. Representa una capsa de cartró, en reminiscències de l'antiga tradició industrial paperera que havia caracteritzat Alcoi.
L'any 2008 es va publicar una reedició digitalitzada d'A Alcoi per la discogràfica Picap.

## Cançons
- De res
- Homenatge a Teresa
- Els amants
- Corrandes d'exili
- Les meves vacances
- Assaig de càntic en el temple
- A la vida
- Una nit a l'òpera
- Món divertit
- Va com va
- Tot explota pel cap o per la pota